# Rodolfo Casanova
Rodolfo Casanova, vollständiger Name Rodolfo Daniel Casanova Falero, (* 13. September 1981) ist ein uruguayischer Leichtathlet.
Der 1,90 Meter große Rodolfo Casanova startet in den Wurfdisziplinen. Auf nationaler Ebene wurde er 15 Jahre in Folge (Stand: 2013) Uruguayischer Meister im Diskuswurf. Mindestens 2001 war er auch Uruguayischer Meister im Hammerwurf und 2001 sowie 2011 im Kugelstoßen. Er gewann ebenfalls den südamerikanischen „Gran Prix“ und „Super Gran Prix“. 2006 brach er den 57 Jahre alten, seinerzeit vom aus Fray Bentos stammenden Enrique „La Polla“ Vazquez aufgestellten uruguayischen Rekord im Diskuswurf. In jenem Jahr wurde er mit dem Premio Juancho ausgezeichnet. Casanova gehörte dem uruguayischen Aufgebot bei den Panamerikanischen Spielen 2011 in Guadalajara an und ging dort im Diskuswurf an den Start. Auch an den Südamerikaspielen 2014 in Santiago de Chile nahm er am Diskuswurf teil. Dort erreichte er das Finale.
Im Jahr 2014 weist er eine Saisonbestleistung von 54,20 Metern (Stand: März 2014) mit dem Diskus auf. Seine persönliche Bestweite im Diskuswurf stellte er am 14. April 2012 mit 54,92 Metern in San Carlos auf. Diese Marke ist aktueller (Stand: 15. Juni 2015) uruguayischer Rekord. Im Hammerwurf erreichte er am 11. April 2010 in Montevideo 43,22 Meter. Der persönliche Rekord im Kugelstoßen liegt bei 13,00 Metern und stammt von 13. November 2011.